# قانون دالتون
قانون دالتون  (بالإنجليزية: Dalton's law) في الكيمياء والفيزياء وهو أيضا معروف بقانون دالتون للضغوط الجزئية، وهو ينص على أن الضغط الكلي لمخلوط غازات يساوي مجموع الضغوط الجزئية للغازات المكونة للمخلوط . وقد حصل العالم الإنكليزي دالتون على ذلك القانون بالتجربة عام 1801 ، وهذا القانون ينتمي إلى قوانين الغازات المثالية.
وصيغية القانون الرياضية كالآتي:
{\displaystyle P_{total}=\sum _{i=1}^{n}{p_{i}}}       or      {\displaystyle P_{total}=p_{1}+p_{2}+\cdots +p_{n}}
حيث:
{\displaystyle p_{1},\ p_{2},\dots ,\ p_{n}} يمثل الضغط الجزئي لكل غاز في المخلوط.

## تفسير
عندما يختلط غاز {\displaystyle i} في مخلوط غازات وكانت نسبته {\displaystyle y_{i}} في المخلوط، يمكن تقدير ضغطه الجزئي {\displaystyle p_{i}} في المخلوط طبقا للمعادلة :
{\displaystyle p_{i}=y_{i}\cdot p}
حيث p هو الضغط الكلي للمخلوط .
مع العلم بأن تلك المعادلة تمثل حالة مثالية، حيث لا يحدث أي تآثر بين ذرات أو جزيئات الغازات ما عدا التصادم المرن بينها (غاز مثالي) ، وغالبا يمكن الاعتماد عمليا على تلك المعادلة .
إذا كان عدد ذرات الغاز المفترض {\displaystyle i} تساوي {\displaystyle n_{i}} وكانت عدد الذرات أو الجزئيات الكلية للمخلوط {\displaystyle n_{\mathrm {Total} }} ، يمكننا كتابة العلاقة :
{\displaystyle {\frac {n_{i}}{n_{\mathrm {Total} }}}={\frac {p_{i}}{p_{\mathrm {Tota} }}}}
حيث {\displaystyle p_{\mathrm {Total} }} الضغط الكلي للمخلوط .